# Aulnois
Aulnois là một xã, nằm ở tỉnh Vosges trong vùng Grand Est của Pháp. Xã này có diện tích 4,44 kilômét vuông, dân số năm 1999 là 123 người. Xã này nằm ở khu vực có độ cao trung bình 337 m trên mực nước biển.

## Biến động dân số
| 1962                                         | 1968 | 1975 | 1982 | 1990 | 1999 |
| -------------------------------------------- | ---- | ---- | ---- | ---- | ---- |
| 141                                          | 146  | 149  | 134  | 141  | 123  |
| Số liệu từ năm 1962: Dân số không tính trùng |      |      |      |      |      |